# サレジオ学院中学校・高等学校
サレジオ学院中学校・高等学校（されじおがくいんちゅうがっこう・こうとうがっこう、英: Salesio gakuin Junior and Senior High School）は、神奈川県横浜市都筑区に所在し、中高一貫教育を提供する私立男子中学校・高等学校。
高等学校において、生徒を募集しない完全中高一貫校。カトリックのサレジオ会を教育母体とする。

## 概要
1960年東京都目黒区碑文谷に創立。現在は横浜市に位置する。サレジオ会創立者ヨハネ・ボスコの『信』・『愛』・『理』を根本とする理念に基づき、国際的視野に立つ人間、社会への奉仕を実践できる人間を目指した教育を行っている。

## 沿革
- 1859年（安政6年） - ヨハネ・ボスコがサレジオ会を創立。
- 1960年（昭和35年） - 目黒サレジオ中学校創立。ニコロ・タッサンが初代校長として就任。
- 1963年（昭和38年） - サレジオ高等学校創立。川崎市宮前区鷺沼に校舎落成。
- 1975年（昭和50年） - 川崎サレジオ中学校創立。中高一貫教育を開始。
- 1982年（昭和57年） - 野尻湖サレジオ山荘落成。
- 1989年（平成元年）
  - 韮山セミナーハウス落成。
  - サレジオ学院中学校、サレジオ学院高等学校に名称変更。
- 1995年（平成7年） - 横浜市都筑区南山田に新校舎落成・移転。
- 1998年（平成10年）
  - 校舎増築落成。
  - サブ・グラウンド落成。
- 2022年（令和4年）現在
  - 新型コロナウィルスの感染防止のための全国一斉休校要請の影響により休校していた。
  - サブ・グラウンド裏にチャペル落成。
  - 人工芝落成。

## 教育方針

### 概要
サレジオ会創立者ヨハネ・ボスコの『信』・『愛』・『理』に基づいた教育が行われている。

### スローガン
学院は「25歳の男づくり」と題して「高校卒業時に完成形を求めるのではなく、社会である程度のことをしていける位置につくであろう時点を目標に変革できる人間」の形成を目指している。そのために「家庭と学校は子どもを中心とした『教育共同体』」であるとして家庭や保護者にも協力を求めている。

### カリキュラム
中学で3年間宗教の授業があり、キリスト教の歴史や倫理観の教育を行う。洗礼などを強制されることはない。
そのほか、修善寺セミナーハウスや野尻湖の山荘などに数日間泊まり、自然との触れ合いも重視している。

## 課外活動

### 生徒会・委員会
生徒会は中学生徒会と高校生徒会に分かれている。両会の会長・副会長ともに選挙によって生徒に選ばれる。
生徒会のほか、委員会が6つ存在する（総務委員会・図書委員会・放送委員会・保健委員・体育祭実行委員会・サレジオ祭（文化祭）実行委員会）。

### 部活動
クラブや同好会の数は少ないものの、活躍するクラブは多い。運動部では、中学テニス部が全国大会団体戦連続優勝などを経験している。文化部では、文芸部歴史班が神奈川県の大山の研究で全国大会優勝、物理班はロボコンで技術賞の実績を上げている。
文化部
- 自然科学（物理班）
- 自然科学（化学班）
- 自然科学（生物班）
- 美術
- 吹奏楽
- 軽音楽
- パソコン
- 文芸（文芸班）
- 文芸（歴史班）
- 鉄道・模型
- ジャグリング

運動部
- サッカー
- 硬式野球（高校）
- 軟式野球（中学）
- 剣道
- 硬式テニス
- バスケットボール
- バレーボール
- 卓球
- バドミントン
- 陸上

同好会
- 囲碁
- 将棋
- ESS
- ピアノ演奏

かつては写真部、カテキスタ部などもあったが現在は存在しない（2022年5月現在）。ただし、美術部の中に写真班が存在し、カテキスタ部に代わってカトリック研究会の活動が現在でも続いている。（2022年5月現在）。

## 行事

### 文化祭
「サレジオ祭」という名で9月頃に実施され、生徒間では「サレ祭」と略される。生徒で組織される「サレジオ祭実行委員会」によって行われ、保護者もバザーや焼き鳥屋といった催しを開く。
入場者数は毎年1万2000人ほど。

### 体育祭
2008年度まで体育祭は存在しなかったが、2009年に第1回体育祭が行われた。これは生徒のみで保護者などには公開されなかった。
2010年の第2回体育祭は保護者にも公開されて行われた。教師と生徒で組織される「体育祭実行委員会」によって行われている。

### マラソン大会
毎年11月の初めにこどもの国にてマラソンを行っており、中学生は外周1周（約4km）、高校生は外周を2周（約8km）する。2020年度と2021年度は新型コロナウイルスの感染防止のため中止を余儀なくされた。

### 修学旅行・林間学校
中1では入学直後にオリエンテーションキャンプ、野尻湖林間学校、中2では志賀高原へスキー合宿、中学3年生の卒業後にイタリア研修旅行がある。
しかし利用する空港のテロの危険度が高かったことに加えて新型コロナウイルス感染が拡大したため、近年でイタリア研修旅行に行くことができたのは2019年度の57期生のみである。他の代では高校でその代わりとなる研修旅行が企画され、大抵の場合は沖縄・長崎に行く。
(イタリアの研修旅行について2026年の3月、64期生から復活予定である。)

## 著名な出身者

### 実業家
- 川又三智彦
- 石川聡彦

### 音楽・芸能
- 松武秀樹
- 田村円
- 青葉紘季
- ノゾエ征爾
- 柳家初花

### 学術
- 森由利亜
- 阿部仲麻呂
- 結城康博
- 立木康介

### 棋士
- 森内俊之

### 芸術・作家
- 山崎晴太郎
- 塚原洋一

## アクセス
- 横浜市営地下鉄グリーンライン北山田駅から約徒歩7分。
- 東急田園都市線たまプラーザ駅からた91で「サレジオ学院」バス停下車。